# Menophra murina
Menophra murina là một loài bướm đêm trong họ Geometridae.